# Natri citrate/natri lauryl sulfoacetate/glycerol
Natri citrate/sodium lauryl sulfoacetate/glycerol được bán dưới nhãn hiệu Microlax và Micolette Micro enema, trong số những loại khác, là một ống nhỏ gel lỏng được sử dụng để điều trị táo bón.
Các thành phần hoạt động chính là natri lauryl sulfoacetate (0,90% w/v), natri citrate (9.0% w/v) và glycerol.

## Sử dụng trong y tế
Công dụng chính là điều trị táo bón. Trong phẫu thuật, nó được sử dụng để sơ tán ruột trước phẫu thuật. Trong xét nghiệm chẩn đoán, nó được sử dụng trước khi kiểm tra x-quang hoặc kiểm tra thể chất của đại tràng.
Nó không có giới hạn độ tuổi liên quan đến trẻ em và có thể được sử dụng một cách an toàn. Nếu sử dụng ở trẻ em dưới 3 tuổi, khuyến cáo rằng nozzle chỉ được đưa vào một nửa. Nó được đề xuất như một thuốc nhuận tràng trong thời kỳ hậu sản  và nó tương thích với việc cho con bú 

## Chống chỉ định
Microlax (giống như bất kỳ thuốc nhuận tràng muối khác) không nên được sử dụng trong trường hợp viêm ruột.

## Cơ chế hoạt động
Sodium citrate mặn là một trong những hiệu quả nhất thuốc nhuận tràng thẩm thấu (thứ cấp trong hành động chỉ để magnesium citrate). Hành động nhuận tràng của nó là kết quả của sự mất cân bằng thẩm thấu chiết xuất nước bị ràng buộc từ phân và kéo nó trở lại vào ruột già. Hàm lượng nước tăng làm mềm phân và kích thích ruột co lại (di chuyển nội dung của nó đến trực tràng).
Natri lauryl sulfoacetate cải thiện khả năng thấm ướt và thẩm thấu của dung dịch, sorbitol tăng cường tác dụng giải phóng nước của natri citrate và glycerol giúp bôi trơn phân. Hành động kết hợp giúp làm mềm phân cứng và giảm táo bón mà không gây căng thẳng trong một khoảng thời gian rất ngắn ~ 15 phút.
Các thành phần không được hấp thụ, phân phối hoặc chuyển hóa bởi cơ thể con người, tất cả các thành phần đang được bài tiết trong phân.

## Lịch sử
1960 - Microlax micro-enema được phát minh ở Thụy Điển bởi Paul Gunnar Embring từ Uppsala và Per Ove Mattsson từ Stockholm cho công ty Pharmacia. Mục đích ban đầu của sáng chế là để làm sạch ruột và trực tràng để điều tra bằng tia X "mà không có bất kỳ nguy cơ cân bằng chất lỏng nào của cơ thể bị xáo trộn".
Việc sử dụng "Microlax" đầu tiên trong thương mại đã được đăng ký vào ngày 16 tháng 6 năm 1960. Năm 1962, Microlax đăng ký làm thương hiệu Hoa Kỳ vào ngày 20 tháng 2 năm 1962.
Vào tháng 5 năm 1963, bài báo y khoa đầu tiên về Microlax được xuất bản trên tạp chí y khoa Đan Mạch Ugeskrift for Læger (Tạp chí hàng tuần dành cho bác sĩ).
Năm 1964, Microenema chứa natri citrate, natri laurylsulphoaxetat và sorbitol đã được thử nghiệm để chuẩn bị ruột cho soi đại tràng sigma. Kết quả đã được công bố trên Tạp chí Proctology của Mỹ. Năm 1965, một nghiên cứu so sánh về Microlax và thuốc xổ được công bố trên Ugeskrift cho Læger. Năm 1967 - một bài báo được công bố trên Tạp chí Y khoa Australia đã chứng minh kết quả năm 1964 nghiên cứu Mỹ và khẳng định hiệu quả của việc sử dụng Microlax như một phần của việc chuẩn bị cho soi đại tràng sigma. Vào năm 1996, một nghiên cứu trên Tạp chí của Hiệp hội Y học Hoàng gia đã đề xuất gửi các máy siêu nhỏ "Microlax" cho các bệnh nhân được lên lịch để soi đại tràng sigma.